# Luisa Carlotta di Borbone-Due Sicilie
Luisa Carlotta Maria Isabella di Napoli e Sicilia (Luisa Carlotta Maria Isabella; Portici, 24 ottobre 1804 – Madrid, 29 gennaio 1844) fu principessa del Regno delle Due Sicilie, infanta di Spagna e duchessa di Cadice come consorte di Francesco di Paola di Borbone-Spagna. Fu madre di Francesco d'Assisi, re consorte della regina Isabella II di Spagna.

## Famiglia d'origine
Luisa Carlotta nacque nella reggia di Portici, prima figlia di Francesco, duca di Calabria e della sua seconda moglie, l'infanta di Spagna Maria Isabella. I suoi nonni paterni erano il re Ferdinando IV di Napoli e la regina Maria Carolina d'Asburgo-Lorena; i nonni materni erano il re Carlo IV di Spagna e la regina Maria Luisa di Borbone-Parma. Quando nel 1816 suo nonno divenne Ferdinando I delle Due Sicilie, il titolo di Luisa Carlotta mutò da principessa reale di Napoli e di Sicilia a principessa reale delle Due Sicilie. Suo padre fu re, come Francesco I, per breve tempo, dal 1825 al 1830. Gli succedette suo fratello, Ferdinando II, che regnò sino al 1859. Tra le numerose sorelle di Luisa Carlotta, si ricordano: Maria Carolina, che fu duchessa di Berry; Maria Cristina, che fu regina di Spagna; Maria Antonietta, che fu granduchessa di Toscana; Teresa Cristina, che fu imperatrice del Brasile.

## Matrimonio e figli
Il 12 giugno 1819, all'età di quattordici anni, convolò a nozze con l'infante Francesco di Paola di Borbone-Spagna, duca di Cadice, fratello minore di sua madre Maria Isabella. Tra Luisa Carlotta e lo zio, suo futuro marito, correvano dieci anni. La coppia ebbe undici figli:
- Francesco d'Assisi (1820–1821), morì nell'infanzia.
- Isabella, infanta di Spagna (1821 - 1897), sposò il conte Ignaz Gurowski.
- Francesco d'Assisi, duca di Cadice (1822 - 1902), sposò la regina Isabella II di Spagna.
- Enrico Maria Ferdinando, duca di Siviglia (1823 - 1870).
- Luisa, infanta di Spagna (1824 - 1900), sposò José Maria Osorio de Moscoso, duca di Sessa.
- Duarte Filippo, infante di Spagna (1826 - 1830).
- Giuseppina, infanta di Spagna (1827 - 1920), sposò José Güell y Rente.
- Teresa, infanta di Spagna (1828 - 1829).
- Ferdinando, infante di Spagna (1832 - 1854).
- Maria Cristina, infanta di Spagna (1833 - 1902), sposò il cugino, l'infante Sebastiano di Borbone-Spagna.
- Amalia, infanta di Spagna (1834 - 1905), sposò Adalberto di Baviera.

## La successione al trono di Spagna
Nel 1829 sua sorella Maria Cristina sposò Ferdinando VII, divenendo regina di Spagna, e gli diede una figlia, la futura Isabella II di Spagna. Dal momento che Ferdinando VII non aveva eredi maschi, nel 1830 aveva già promulgato la Prammatica Sanzione, che permetteva la successione al trono anche alle figlie femmine (così facendo cadevano le pretese dell'allora erede presuntivo, suo fratello Carlo Maria Isidoro). Quando nel 1832 il re cadde gravemente malato, i sostenitori di Carlo riuscirono a fargli firmare un documento che annullava la sanzione.
A questo punto intervenne Luisa Carlotta, che chiese al ministro Tadeo Calomarde di mostrarle l'originale di tale documento. Quando fu nelle sue mani, lo strappò e lo gettò nel fuoco di un caminetto; vedendo che il ministro stava cercando di recuperarlo, Luisa Carlotta gli diede due schiaffi passati alla storia. Allora Calomarde, con grande cortesia, le disse: «Signora, le mani bianche non fanno del male». In seguito il re riacquistò un poco di salute e esiliò il fratello Carlo in Portogallo. In questo periodo Luisa Carlotta godette del favore e della fiducia di Ferdinando VII e della sorella.
Quando nel 1833 Ferdinando VII morì e Maria Cristina divenne reggente in favore della figlia Isabella, i rapporti tra lei e la sorella Luisa Carlotta precipitarono. Quest'ultima la accusava soprattutto sul piano morale, per aver sposato, poco dopo la morte del marito, Augustín Fernández Muñoz, un ex-sergente della guardia reale.
L'ambiziosa infanta spagnola sperava di vedere un giorno uno dei suoi figli sul trono di Spagna, ma la sua morte prematura, avvenuta a soli trentanove anni, non le permise di assistere alle nozze tra suo figlio Francesco d'Assisi con la cugina, la regina Isabella II. I due si sposarono nel 1846, due anni dopo la morte dell'infanta. Suo marito Francesco di Paola si risposò nel 1851. Luisa Carlotta fu sepolta nel Monastero dell'Escorial.

## Ascendenza
|                                  |                     |                                     | Genitori                                      |  |  | Nonni |  |  | Bisnonni            |  |  | Trisnonni           |  |
|                                  |                     |                                     |                                               |  |  |       |  |  | Carlo III di Spagna |  |  | Filippo V di Spagna |  |
|                                  |                     |                                     |                                               |  |  |       |  |  | Carlo III di Spagna |  |  | Filippo V di Spagna |  |
|                                  |                     | Elisabetta Farnese                  |                                               |  |  |       |  |  | Carlo III di Spagna |  |  |                     |  |
| Ferdinando I delle Due Sicilie   |                     |                                     |                                               |  |  |       |  |  | Carlo III di Spagna |  |  |                     |  |
|                                  |                     | Maria Amalia di Sassonia            | Augusto III di Polonia                        |  |  |       |  |  |                     |  |  |                     |  |
|                                  |                     | Maria Amalia di Sassonia            | Augusto III di Polonia                        |  |  |       |  |  |                     |  |  |                     |  |
|                                  |                     | Maria Amalia di Sassonia            | Maria Giuseppa d'Austria                      |  |  |       |  |  |                     |  |  |                     |  |
| Francesco I delle Due Sicilie    |                     | Maria Amalia di Sassonia            |                                               |  |  |       |  |  |                     |  |  |                     |  |
|                                  |                     | Francesco Stefano di Lorena         | Leopoldo di Lorena                            |  |  |       |  |  |                     |  |  |                     |  |
|                                  |                     | Francesco Stefano di Lorena         | Leopoldo di Lorena                            |  |  |       |  |  |                     |  |  |                     |  |
|                                  |                     | Francesco Stefano di Lorena         | Elisabetta Carlotta di Borbone-Orléans        |  |  |       |  |  |                     |  |  |                     |  |
| Maria Carolina d'Asburgo-Lorena  |                     | Francesco Stefano di Lorena         |                                               |  |  |       |  |  |                     |  |  |                     |  |
|                                  |                     | Maria Teresa d'Austria              | Carlo VI d'Asburgo                            |  |  |       |  |  |                     |  |  |                     |  |
|                                  |                     | Maria Teresa d'Austria              | Carlo VI d'Asburgo                            |  |  |       |  |  |                     |  |  |                     |  |
|                                  |                     | Maria Teresa d'Austria              | Elisabetta Cristina di Brunswick-Wolfenbüttel |  |  |       |  |  |                     |  |  |                     |  |
| Luisa Carlotta delle Due Sicilie |                     | Maria Teresa d'Austria              |                                               |  |  |       |  |  |                     |  |  |                     |  |
|                                  | Carlo III di Spagna | Filippo V di Spagna                 |                                               |  |  |       |  |  |                     |  |  |                     |  |
|                                  | Carlo III di Spagna | Filippo V di Spagna                 |                                               |  |  |       |  |  |                     |  |  |                     |  |
|                                  | Carlo III di Spagna | Elisabetta Farnese                  |                                               |  |  |       |  |  |                     |  |  |                     |  |
| Carlo IV di Spagna               | Carlo III di Spagna |                                     |                                               |  |  |       |  |  |                     |  |  |                     |  |
|                                  |                     | Maria Amalia di Sassonia            | Augusto III di Polonia                        |  |  |       |  |  |                     |  |  |                     |  |
|                                  |                     | Maria Amalia di Sassonia            | Augusto III di Polonia                        |  |  |       |  |  |                     |  |  |                     |  |
|                                  |                     | Maria Amalia di Sassonia            | Maria Giuseppa d'Austria                      |  |  |       |  |  |                     |  |  |                     |  |
| Maria Isabella di Borbone-Spagna |                     | Maria Amalia di Sassonia            |                                               |  |  |       |  |  |                     |  |  |                     |  |
|                                  |                     | Filippo I di Parma                  | Filippo V di Spagna                           |  |  |       |  |  |                     |  |  |                     |  |
|                                  |                     | Filippo I di Parma                  | Filippo V di Spagna                           |  |  |       |  |  |                     |  |  |                     |  |
|                                  |                     | Filippo I di Parma                  | Elisabetta Farnese                            |  |  |       |  |  |                     |  |  |                     |  |
| Maria Luisa di Borbone-Parma     |                     | Filippo I di Parma                  |                                               |  |  |       |  |  |                     |  |  |                     |  |
|                                  |                     | Luisa Elisabetta di Borbone-Francia | Luigi XV di Francia                           |  |  |       |  |  |                     |  |  |                     |  |
|                                  |                     | Luisa Elisabetta di Borbone-Francia | Luigi XV di Francia                           |  |  |       |  |  |                     |  |  |                     |  |
|                                  |                     | Luisa Elisabetta di Borbone-Francia | Maria Leszczyńska                             |  |  |       |  |  |                     |  |  |                     |  |
|                                  |                     | Luisa Elisabetta di Borbone-Francia |                                               |  |  |       |  |  |                     |  |  |                     |  |